# Формула-Рено Єврокубок
Формула-Рено Єврокубок (англ. Formula Renault Eurocup) — чемпіонат Формули-Рено, в якому зазвичай беруть участь велика кількість пілотів з інших серій Формули-Рено. У період з 2005 по 2015 роки була серією підтримки Формули-Рено 3.5 і є частиною Світової серії Рено. До 2015 року, Renault Sport виплачувала 500,000 € переможцю серії. 

## Історія
Єврокубок Формули-Рено 2.0 був заснований у 1991 році під назвою «Rencontres Internationales de Formule Renault». У 1993 році змінив назву на Єврокубок Формули-Рено (англ. Eurocup Formula Renault). У 2000 році серія була перейменована на Формула-Рено 2000 Єврокубок (англ. Formula Renault 2000 Eurocup). У 2003 році серія називалась Формула-Рено 2000 Мастерс (англ. Formula Renault 2000 Masters). Згодом у 2005 році серія отримала назву Єврокубок Формули-Рено 2.0, а з сезону 2016 називається Формула-Рено Єврокубок.

## Пілоти
Участь у Єврокубоку Формули-Рено 2.0 дає можливість молодим пілотам за відносно невеликі кошти взяти участь у міжнародних змаганнях. Хороші результати у цій серії дають можливість переходити у більш вищі гоночні серії та у результаті досягти Формули-1. Деякі нинішні пілоти Формули-1, зокрема, Феліпе Масса, Педро де ла Роса, Камуї Кобаясі ставали чемпіонами цієї серії у минулому.

## Чемпіони
| Сезон | Офіційна назва                                | Чемпіон             | Команда-чемпіон       |
| ----- | --------------------------------------------- | ------------------- | --------------------- |
| 1991  | Rencontres Internationales de Formule Renault | Джейсон Плато       | Duckhams Van Diemen   |
| 1992  | Rencontres Internationales de Formule Renault | Педро де ла Роса    | Racing for Spain      |
| 1993  | Eurocup Formula Renault                       | Олів'є Куврер       | Synergie              |
| 1994  | Eurocup Formula Renault                       | Джеймс Меттьюс      | Manor Motorsport      |
| 1995  | Eurocup Formula Renault                       | Сіріл Соваж         | Mygale                |
| 1996  | Eurocup Formula Renault                       | Енріке Бернольді    | Tatuus JD Motorsport  |
| 1997  | Eurocup Formula Renault                       | Джеффрі ван Хойдонк | Tatuus JD Motorsport  |
| 1998  | Eurocup Formula Renault                       | Бруно Бессон        | Tatuus JD Motorsport  |
| 1999  | Eurocup Formula Renault                       | Джанмарія Бруні     | JD Motorsport         |
| 2000  | Formula Renault 2000 Eurocup                  | Феліпе Масса        | JD Motorsport         |
| 2001  | Formula Renault 2000 Eurocup                  | Аугусто Фарфус      | Prema Powerteam       |
| 2002  | Formula Renault 2000 Eurocup                  | Ерік Саліньон       | Graff Racing          |
| 2003  | Formula Renault 2000 Masters                  | Естебан Герр'єрі    | JD Motorsport         |
| 2004  | Formula Renault 2000 Eurocup                  | Скотт Спід          | Motopark Academy      |
| 2005  | Formula Renault 2.0 Eurocup                   | Камуі Кобаясі       | SG Formula            |
| 2006  | Formula Renault 2.0 Eurocup                   | Філіпе Альбукерке   | JD Motorsport         |
| 2007  | Formula Renault 2.0 Eurocup                   | Брендон Хартлі      | Epsilon RedBull       |
| 2008  | Formula Renault 2.0 Eurocup                   | Вальттері Боттас    | SG Formula            |
| 2009  | Formula Renault 2.0 Eurocup                   | Альберт Коста       | Epsilon Euskadi       |
| 2010  | Eurocup Formula Renault 2.0                   | Кевін Кор'юс        | Tech 1 Racing         |
| 2011  | Eurocup Formula Renault 2.0                   | Робін Фрейнс        | Koiranen Motorsport   |
| 2012  | Eurocup Formula Renault 2.0                   | Стоффель Вандорн    | Josef Kaufmann Racing |
| 2013  | Eurocup Formula Renault 2.0                   | П'єр Гаслі          | Tech 1 Racing         |
| 2014  | Eurocup Formula Renault 2.0                   | Нік де Вріс         | Koiranen Motorsport   |
| 2015  | Eurocup Formula Renault 2.0                   | Джек Ейткен         | Josef Kaufmann Racing |
| 2016  | Eurocup Formula Renault 2.0                   | Ландо Норріс        | Josef Kaufmann Racing |
| 2017  | Formula Renault Eurocup                       | Саша Фенестраз      | R-ace GP              |
| 2018  | Formula Renault Eurocup                       | Макс Фьютерлл       | R-ace GP              |
| 2019  | Formula Renault Eurocup                       | Оскар Піастрі       | R-ace GP              |